# ラテンアメリカ議会
ラテンアメリカ議会（ラテンアメリカぎかい、西: Parlamento Latinoamericano）は、ラテンアメリカとカリブ海の国で構成されるラテンアメリカ・カリブ諸国共同体の立法府である。欧州議会と同様の国際議会である 。

## 概要
1964年創設。1987年に批准された制度化条約に基づく。議員は議会の意向を代表し、民主主義の防衛と中南米を含む議会原則を考慮しなければならない。
議会の目的は、
- 人権、経済社会開発の促進。
- 他の国際地域議会（欧州議会や国際機関など）との関係維持・促進。
- 帝国主義と植民地主義に対する自己決定と防衛の促進。

## 加盟国

ラテンアメリカ議会加盟国

2013年現在の加盟国。
- アルゼンチン
- アルバ
- ブラジル
- ボリビア
- チリ
- コロンビア
- コスタリカ
- キューバ
- キュラソー島
- ドミニカ共和国
- エクアドル
- エルサルバドル
- グアテマラ
- ホンジュラス
- メキシコ
- ニカラグア
- パナマ
- パラグアイ
- ペルー
- シント・マールテン
- スリナム
- ウルグアイ
- ベネズエラ